# Stanford Egyetem
A Stanford Egyetem (angolul Stanford University, teljes nevén Leland Stanford Junior University) magánalapítású egyetem a Kalifornia állambeli Stanfordban, nagyjából 60 kilométerre délkeletre San Franciscótól. Leland Stanford vasúti iparmágnás, USA-szenátor, utóbb Kalifornia kormányzója alapította 1885-ben. 16 éves korában tífuszban elhunyt egyetlen fiának, Leland Stanford, Jr.-nak az emlékére hozta létre a gyermeke nevét viselő intézményt.
A Stanford Egyetem a Szilícium-völgy szívében fekszik, földrajzilag és történelmileg is. Tudományos és sportélete egyaránt jelentős. Az intézethez tartozik a Stanford Linear Accelerator Center (SLAC) nevű részecskefizikai kutatóközpont.

## Ismertebb munkatársak és tagok
- Kenneth Arrow Nobel-díjas közgazdászprofesszor
- Steven Chu Nobel-díjas, fizikaprofesszor, 1987 és 2004 között.
- Milton Friedman Nobel-emlékdíjas közgazdászprofesszor, Hoover Institute
- Kálmán Rudolf Emil (1930) amerikai magyar villamosmérnök, matematikus, az MTA tagja, 1964–1971 között az egyetem oktatója
- Donald Knuth, a TeX megalkotója és a számítógép-tudomány úttörője, professor emeritus
- Robert Laughlin, Nobel-díjas, fizikaprofesszor, 1989 és 2004 között
- Lawrence Lessig, a szellemi tulajdonnal és az alkotmányjoggal foglalkozó professzor
- John McCarthy, a mesterséges intelligencia kifejezés kiötlője, a Lisp programozási nyelv megalkotója.
- Douglas Osheroff Nobel-díjas fizikaprofesszor
- Martin Lewis Perl Nobel-díjas fizikaprofesszor
- Charles Richter szeizmológus, a Richter-skála megalkotója
- Myron Scholes Nobel-emlékdíjasdíjas közgazdászprofesszor
- Paul Berg Nobel-díjas kémiaprofesszor
- Pólya György matematikaprofesszor
- Szegő Gábor matematikaprofesszor
- Alvin E. Roth Nobel-emlékdíjas közgazdászprofesszor

## Tagság
Az egyetem az alábbi szervezeteknek a tagja:
- ORCID
- Digitális Könyvtárak Szövetsége
- Pac-12 Conference
- World Wide Web Consortium
- Consortium of Social Science Associations
- Dryad
- Orbital Reef University Advisory Council
- Association of American Universities
- Amerikai Főiskolák és Egyetemek Szövetsége
- Amerikai Oktatási Tanács
- Higher Education Leadership Initiative for Open Scholarship
- Információhálózati Koalíció
- Kutatókönyvtárak Központja
- Coalition of Urban and Metropolitan Universities
- Council on Governmental Relations

## Leányszervezetek
Az egyetem alá az alábbi szervezetek tartoznak:
- Stanford Humanities Center, Stanford University
- Stanford University Mechanical Engineering Department
- Center for Integrated Facility Engineering, Stanford University
- Brown Institute for Media Innovation
- Stanford University School of Medicine
- Max Planck Center for Visual Computing and Communication
- Stanford Cancer Institute
- Frydman Lab
- Stanford Literary Lab
- Stanford University School of Humanities and Sciences
- Stanford University Libraries
- Stanford University School of Engineering
- Hoover Institution
- Stanford Transportation
- Center for International Security and Cooperation
- Stanford Recreation & Wellness
- Stanford University Centers and Institutes
- Stanford Doerr School of Sustainability
- Center for Advanced Study in the Behavioral Sciences
- Stanford Office of Religious & Spiritual Life
- Hasso Plattner Institute of Design
- Center for Spatial and Textual Analysis

## Ingatlanok és szervezetek
Az egyetem alá az alábbi ingatlanoknak és szervezeteknek a tulajdonosa:
- Stanford Stadion
- Stanford Cardinal
- Stanford Research Park
- Frenchman's Tower
- KZSU
- Klein Field at Sunken Diamond
- Maples Pavilion
- Stanford Field
- Taube Tennis Center

## Lásd még
- Stanfordi börtönkísérlet